# Guy Pierard
Guy Pierard (Genk, 9 augustus 1948 - Huissignies, 15 oktober 2016) was een Belgisch volksvertegenwoordiger.

## Levensloop
Pierard promoveerde aan de ULB als licentiaat in sociale communicatie en trad in dienst van het studiecentrum Paul Hymans.
In 1976 werd hij gemeenteraadslid van La Louvière en zetelde tot in 2000.
In 1977 werd hij verkozen tot PRLW-volksvertegenwoordiger voor het arrondissement Zinnik en vervulde dit mandaat tot in 1985. In 1980 zetelde hij in de nieuw opgerichte Waalse Gewestraad en in de Waalse Economische Raad, waarvan hij ondervoorzitter werd. Vanuit zijn mandaat kwam hij ook in de Franse Gemeenschapsraad terecht.
Zonder parlementair mandaat, werd hij van 1985 tot 1989 kabinetschef van de Waalse minister Arnaud Decléty. Hij werd vervolgens van 1988 tot 1991 adjunct-secretaris-generaal van de Waalse Sociaal-economische Raad. Hij werd ook bestuurslid bij de Henegouwse TEC.
Hij werd opnieuw volksvertegenwoordiger van 1991 tot 1995 en werd quaestor van de Kamer. Daarna zetelde hij van 1995 tot 1999 in het Waals Parlement. Vanuit beide mandaten zetelde hij in de Raad van de Franse Gemeenschap, waar hij in de periode 1992-1995 PRL-fractievoorzitter was.
Vanaf 1998 keerde het in zijn loopbaan. De liberale federatie van Zinnik gaf de voorkeur aan Florine Pary-Mille als lijsttrekker voor de verkiezingen van 1999. Hij kwam tevens in botsing met de liberale fractieleider in de gemeenteraad van La Louvière. Hij werd als gevolg hiervan uit de partij gestoten. In 2000 trad hij aan met een dissidente lijst, maar werd niet verkozen. In 2001 vervoegde hij de rangen van het Rassemblement Wallonie-France, waarvoor hij kandidaat was bij verschillende parlementsverkiezingen. Hij werd niet meer verkozen.